# 阎膏珍
閻膏珍（大夏語：Οοημο Καδφισης，Vima Kadphises）是贵霜帝国的第三任君主，约公元1世纪后半叶在位。在位期间贵霜国势强盛，征服阿富汗和印度半岛西北部。与中国汉朝和罗马帝国保持友好关系，相互间有贸易往来。
Vima Kadphises是阎膏珍目前在学术界有争议。另外一种说法是阎膏珍是Vima Takto。

## 生平
根據《後漢書》記載，閻膏珍之父為丘就卻，為大月氏部落領袖，建立貴霜王朝。閻膏珍繼位後，將領土擴張到印度。
羅巴塔克銘文記載，丘就卻之子為Vima Takto，也就是長久以來的Soter Megas，那位無名王，Vima Kadphises為其孫。
閻膏珍是第一個使用金幣的貴霜王朝君主，也是印度历史上第一位發行與使用金幣的君主。在金幣之外，他也鑄造了銅幣與銀幣，多數的金幣都使用在對羅馬帝國的貿易上。貴霜王朝的金幣一枚重8盎司，與羅馬帝國在一世紀鑄造的金幣重量相同。